# Brehov
Brehov (hongrois : Imreg) est un village de Slovaquie situé dans la région de Košice.

## Histoire
Première mention écrite du village en 1309.
La localité fut annexée par la Hongrie après le premier arbitrage de Vienne le 2 novembre 1938. En 1938, on comptait 694 habitants dont 28 d'origines juives. Elle faisait partie du district de Sátoraljaújhely (hongrois : Sátoraljaújhelyi járás). Le nom de la localité avant la Seconde Guerre mondiale était Imbreg. Durant la période 1938 -1945, le nom hongrois Imreg était d'usage. À la libération, la commune a été réintégrée dans la Tchécoslovaquie reconstituée.

## Démographie

### Évolution de la population
| Année:               | 1994. | 2004.   | 2014.   | 2024. |
| -------------------- | ----- | ------- | ------- | ----- |
| Nombre de personnes: | 671   | 637     | 600     | 564   |
| Différence:          |       | -5,06 % | -5,80 % | -6 %  |

| Année:               | 2023. | 2024.   |
| -------------------- | ----- | ------- |
| Nombre de personnes: | 576   | 564     |
| Différence:          |       | -2,08 % |